# Meridià 42 a l'est
El meridià 42 a l'Est de Greenwich és una línia de longitud que s'estén des del pol Nord a través de l'oceà Àrtic, Europa, Àsia, l'Àfrica, l'Oceà Índic, el Oceà Sud i l'Antàrtida al pol Sud.
El meridià 42 a l'Est forma un cercle màxim amb el meridià 138 a l'Oest. Com tots els altres meridians, la seva extensió correspon a una semicircumferència terrestre, uns 20.003,932 km. Al nivell de l'equinocci, és a uns 4.675 kilòmetres del meridià de Greenwich.

## De Pol a Pol
Començant en el pol Nord i dirigint-se cap al pol Sud, aquest meridià travessa:
| Coordenades                             | País, territori o mar | Notes |
| --------------------------------------- | --------------------- | --- |
| 90° 0′ N, 42° 0′ E / 90.000°N,42.000°E  | Oceà Àrtic            | |
| 80° 30′ N, 42° 0′ E / 80.500°N,42.000°E | Mar de Barents        | |
| 68° 29′ N, 42° 0′ E / 68.483°N,42.000°E | Mar Blanc             | |
| 66° 23′ N, 42° 0′ E / 66.383°N,42.000°E | Rússia                | |
| 43° 13′ N, 42° 0′ E / 43.217°N,42.000°E | Abkhàzia o Geòrgia    | Abkhàzia és un estat parcialment reconegut. La majoria de les nacions consideren que el seu territori forma part de Geòrgia. |
| 43° 1′ N, 42° 0′ E / 43.017°N,42.000°E  | Geòrgia               | |
| 41° 30′ N, 42° 0′ E / 41.500°N,42.000°E | Turquia               | |
| 37° 10′ N, 42° 0′ E / 37.167°N,42.000°E | Síria                 | |
| 36° 44′ N, 42° 0′ E / 36.733°N,42.000°E | Iraq                  | |
| 31° 9′ N, 42° 0′ E / 31.150°N,42.000°E  | Aràbia Saudita        | |
| 17° 42′ N, 42° 0′ E / 17.700°N,42.000°E | Mar Roig              | |
| 16° 51′ N, 42° 0′ E / 16.850°N,42.000°E | Aràbia Saudita        | Illes Farasan |
| 16° 38′ N, 42° 0′ E / 16.633°N,42.000°E | Mar Roig              | |
| 13° 48′ N, 42° 0′ E / 13.800°N,42.000°E | Eritrea               | |
| 12° 50′ N, 42° 0′ E / 12.833°N,42.000°E | Etiòpia               | |
| 11° 52′ N, 42° 0′ E / 11.867°N,42.000°E | Djibouti              | |
| 10° 55′ N, 42° 0′ E / 10.917°N,42.000°E | Etiòpia               | |
| 4° 6′ N, 42° 0′ E / 4.100°N,42.000°E    | Somàlia               | |
| 0° 59′ S, 42° 0′ E / 0.983°S,42.000°E   | Oceà Índic            | |
| 60° 0′ S, 42° 0′ E / 60.000°S,42.000°E  | Oceà Antàrtic         | |
| 68° 22′ S, 42° 0′ E / 68.367°S,42.000°E | Antàrtida             | Terra de la Reina Maud, reclamada per Noruega                                                                                |